# Rudolf Carl
Rudolf Carl (Břeclav, 19 de junho de 1899 – Graz, 15 de janeiro de 1987) foi um ator e diretor austríaco, que atuou em mais de 150 filmes de língua alemã, entre 1934 e 1969. Ele também dirigiu dois filmes Der Leberfleck e Dort in der Wachau.

## Filmografia selecionada
- 1934: Ein Stern fällt vom Himmel
- 1934: Frasquita
- 1934: Karneval der Liebe
- 1934: Der junge Baron Neuhaus
- 1965: An der Donau, wenn der Wein blüht
- 1966: Das Mädchen mit dem sechsten Sinn
- 1968: Die Landstreicher (TV)
- 1969: Die ungarische Hochzeit (TV)
- 1985: Wenn die kleinen Veilchen blühen